# ليليانا ميلي
ليليانا ميلي Liliana Mele (ولدت عام 1984، في جوندر، إثيوبيا ) هي ممثلة وعارضة أزياء إيطالية إثيوبية. 

## السيرة الشخصية
ولدت في جوندر لعائلة إثيوبية إثيوبية، ووصلت إلى إيطاليا في السادسة من عمرها ثم عادت إلى إثيوبيا  مع عائلتها في سن الرابعة عشرة. حضرت ورشة عمل مسرح الألفية الثالثة للوسادة الهوائية للمعهد الثقافي الإيطالي لمدة ثلاث سنوات. في عام 2000 فازت بالاختيار المسبق لملكة جمال إيطاليا نيل موندو،  وحصلت على لقب ملكة جمال إثيوبيا، مما سمح لها بالعودة إلى إيطاليا للمشاركة في نهائي المسابقة، حيث احتلت المركز الرابع. 
ظهرت لأول مرة في فيلمها عام 2004 على مجموعة كارلو فيردونا في Love Is Eternal while It Lasts .  في عام 2005 لعبت دور أمينة، إحدى أبطال المسلسل التلفزيوني، الذي تم بثه على قناة Rai 1 لمدة موسمين.  كانت أيضًا جزءًا من الممثلين المنتظمين للمسلسل التلفزيوني روما، وهي دراما دولية تتكون من موسمين. 
عام 2009 لعبت دور البطولة إلى جانب سيرجيو كاستيليتو وريكاردو سكامارسيو في حلقة من الفيلم من إخراج جيوفاني فيرونيسي .  في عام 2011، لعبت دور سنان في المغامرة الجميلة لأنطونيو فرانكوني للمخرج لوكا فيردوني مع ماسيمو رانييري وسونيا أكينو . بين عامي 2012 و2015، لعبت أدوارًا مختلفة في حلقات تلفزيونية مختلفة، بما في ذلك Distretto di Polizia و The Captain و Laura's Choice و Red Valentine's Day و For the Love of My People. 
كرست بعد ذلك فترة للدراسة وتخرجت في الفنون الأدائية والعلوم وحصلت على درجة الماجستير في لوس أنجلوس في مدرسة التمثيل المرموقة Lee Strasberg Theatre and Film Institute . في عام 2017 عملت إلى جانب جوزيبي فيوريلو وكورادو فورتونا ودانييلا مارا في الفيلم. كل العالم بلد، من إخراج جوليو مانفريدونيا . في عام 2021، كانت جزءًا من فريق عمل مسلسل Mare fuori الذي تم بثه على قناة Rai 2، ولعبت دور لطيفة . 

## الاعمال

### السينما
- Love is eternal while it lasts, directed by كارلو فيردونا (2004)
- Italians, directed by Giovanni Veronesi (2008)
- On & Off, directed by Mario Marasco (2009)
- The wonderful adventure of Antonio Franconi, directed by Luca Verdone (2011)
- Everything, nothing, nothing, directed by Giulio Manfredonia (2012)

### التلفاز
- دائرة الشرطة (الموسم الخامس) إخراج لوسيو جاودينو (2005)
- روما، إخراج ستيف هيل (2005)
- البحارة (المواسم 1-2)، إخراج ألفريدو بيريتي، فيتوريو دي سيستي، فرانكو أنجيلي (2005-2007)
- روما (الموسم الثاني) إخراج ستيف هيل (2007)
- الكابتن (الموسم الثاني)، إخراج فيتوريو سيندوني (2008)
- اختيار لورا، إخراج أليساندرو بيفا (2009)
- روسو سان فالنتينو، إخراج فابريزيو كوستا (2012)
- من أجل حب شعبي إخراج أنطونيو فرازي (2013).
- دون ماتيو (الموسم العاشر)، إخراج مونيكا فولو (2015)
- كل العالم بلد، من إخراج جوليو مانفريدونيا (2018)
- ليسولا دي بيترو (الموسم الثاني)، إخراج لوكا بريجنوني وجوليو مانفريدونيا (2018)
- ماري فوري (الموسم الثاني)، إخراج ميلينا كوكوزا وإيفان سيلفستريني، 3 حلقات (2021)
- ماري فوري (الموسم الثالث) إخراج إيفان سيلفستريني، 6 حلقات (2023)

### الافلام القصيرة
- يا له من الأولاد الطيبون، من إخراج هيدي كريسان (2012)
- استيقظ من إخراج Evaristus Ogbechie (2018)

### الاعلانات
- خطاب غاندي للاتصالات من إخراج سبايك لي وأليساندرو دالاتري (2008)
- حملة إعلانية لـ Monte dei Paschi di Siena (2011)
- إعلان الفاو (2012)
- فريلار أمريكا، إخراج إم هوسمان
- سوبر دراي بير اليابان (2019)

### الدبلجة
- بخيتة. القديس الأفريقي من إخراج جياكومو كامبيوتي (2008)
- أسود وأبيض للمخرج فرانشيسكا كومينسيني (2008)

### مقاطع فيديو
- لا أستطيع المقاومة بواسطة إيرين غراندي (2005)
- مون أب بواسطة كوزما بروساني، (2012)

### المسرح
- الحب، إخراج ليوناردو فيراري عزيزي (2013)
- كليوباترا إخراج يوهانس برامانتي (2015)
- لا أعلم، كما تعلمون، ماذا يعرفون؟ من إخراج فيتو أوستوني (2016)
- نيرو كور، إخراج جورجيو كريسافي (2019) [10]

## الجوائز
- أوسكار الشباب - تم تسليمه في Campidoglio (2007) [11]

## روابط خارجية
- ليليانا ميلي في قاعدة بيانات الأفلام على الإنترنت